# Trichiocercus sparshalli
Bombyx đuôi dài (Trichiocercus sparshalli) là một loài bướm đêm thuộc họ Thaumetopoeidae. Nó được tìm thấy ở Úc.
Sải cánh dài khoảng 40 mm.

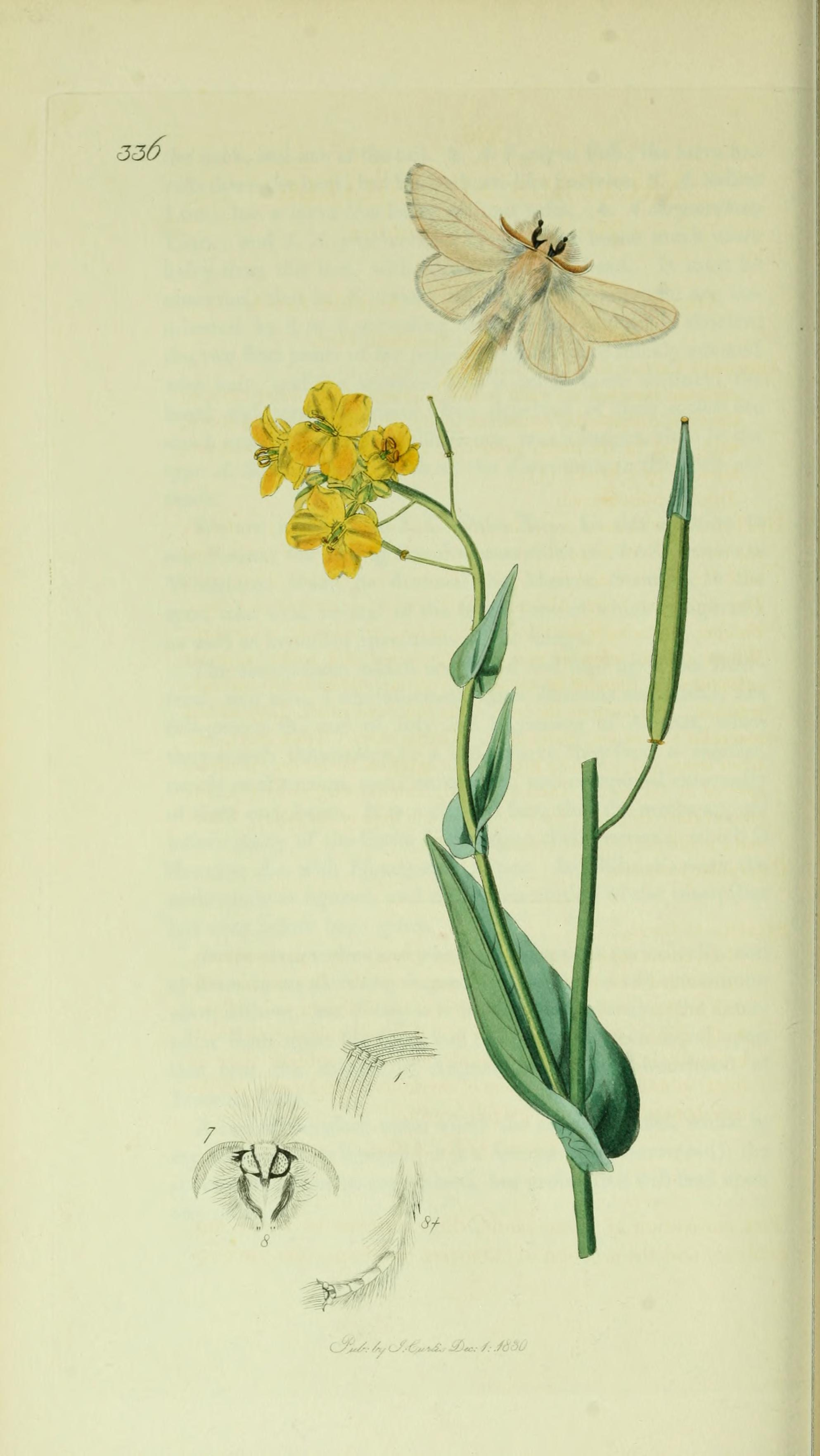
Illustration from John Curtis's British Entomology Volume 5

Ấu trùng ăn Eucalyptus cinerea, Eucalyptus leucoxylon, Eucalyptus polyanthemos và Lophostemon confertus.